# Władysław Baran
Władysław Baran (ur. 12 czerwca 1906 w Bronocicach, zm. 30 sierpnia 1976) – plutonowy Wojska Polskiego II RP, obrońca Westerplatte, odznaczony Orderem Virtuti Militari.

## Życiorys
Był synem Józefa i Anastazji z d. Wróbel, miał dwanaścioro rodzeństwa. Przed powołaniem do wojska uczęszczał do Szkoły Wydziałowej w Krakowie.
Czynna służbę rozpoczął 17 października 1927 w 2 pułku piechoty Legionów w Pińczowie (2 kompania ckm). 1 maja 1928 ukończył szkołę podoficerską w stopniu kaprala. Po roku awansował na plutonowego i pozostał w służbie wojskowej jako podoficer zawodowy. W 1930 został przeniesiony do Sandomierza, skąd w marcu 1939 skierowano go – w stopniu plutonowego zawodowego – do Wojskowej Składnicy Tranzytowej na Westerplatte. Służbę w WST pełnił od 31 marca. W czasie jej obrony był dowódcą karabinów maszynowych placówki „Prom”. Po zbombardowaniu wartowni nr 5 bronił placówek „Tor kolejowy”, „Fort”, a następnie wartowni nr 3. Po kapitulacji Westerplatte przebywał w niewoli niemieckiej, osadzony w Stalagu I A (nr jeńca: 1510).
Po ucieczce z niewoli w 1942 powrócił do domu, a następnie przystąpił do oddziału partyzanckiego Armii Krajowej, przyjmując pseudonim „Uparty”. W listopadzie 1944 został aresztowany i wywieziony do ZSRR, gdzie był więźniem łagrów: Borowicze (nr obozu: 270), Świerdłowsk (nr obozu: 531), Szybałtowo (nr obozu: 284).
Do Polski powrócił w listopadzie 1947. Studiował zaocznie w Szkole Głównej Planowania i Statystyki w Warszawie. Po ukończeniu studiów w 1952, rozpoczął pracę jako księgowy w Polskich Zakładach Zbożowych w Dwikozach, a następnie do emerytury był zatrudniony w Spółdzielni Inwalidów w Sandomierzu. Był także biegłym sądowym w dziedzinie księgowości.
Miał status inwalidy wojennego. Zmarł 30 sierpnia 1976.

### Rodzina
Od 18 września 1932 był żonaty z Leokadią. Miał z nią dwoje dzieci: Barbarę (ur. 1933) i Jerzego Wojciecha (1937–1983).

## Odznaczenia
- 1947 Medal Zwycięstwa i Wolności 1945
- 1959 Krzyż Partyzancki
- 1960 Krzyż Walecznych
- 1961 Odznaka Honorowa „Za zasługi dla Miasta Gdańska”
- 1966 Krzyż Srebrny Orderu Virtuti Militari
- 1967 Odznaka Honorowa „Za zasługi dla Kielecczyzny”

## Film
W wyreżyserowanym przez Stanisława Różewicza filmie fabularnym Westerplatte postać plut. Władysława Barana zagrał Jerzy Kaczmarek.